# 宇佐美幸彦
宇佐美 幸彦（うさみ ゆきひこ、1946年-）は、日本のドイツ文学者、関西大学名誉教授。

## 人物・来歴
1969年大阪外国語大学ドイツ語科卒、1971年同大学院修士課程修了。ライプツィヒ大学で文学博士。大阪府立大学教養部助手、関西大学文学部助教授をへて教授。2017年定年、名誉教授。1984年「ゲオルク・フォルスター作品集 世界旅行からフランス革命へ」の部分訳で日本翻訳出版文化賞 (平松)受賞。2002年独日翻訳賞（マックス・ダウテンダイ・フェーダー）受賞。

## 著書
- 『ジョージ・グロッス ベルリン・ダダイストの軌跡』関西大学出版部, 1988
- 『ベルリン文学地図』関西大学出版部, 2008
- 『ビルダーボーゲンの研究』関西大学出版部, 2016

### 共著
- 『ドイツめぐり ユーロ版』佐藤裕子, D.F.Schauwecker 共著. 朝日出版社, 2004

### 翻訳
- ディーター・ブロイアー『ドイツの文芸検閲史』浜本隆志,芳原政弘共訳. 関西大学出版部, 1997
- ウルリヒ・エンツェンスベルガー『ゲオルク・フォルスター』芳原政弘共訳. 関西大学出版部, 2002
- 『本当の望み―フォルカー・ブラウン作品集』浅岡泰子/市川明/森川進一郎共訳　三修社 2002
- カール・リーハ 編著『ダダの詩』関西大学出版部, 2004
- カール・インマーマン『チロルの悲劇 アンドレーアス・ホーファー』酒井友里 共訳. 関西大学出版部, 2019.12

## 論文
- <宇佐美幸彦